# Enric I de França
Enric I de França (Reims 1008 - Orleans 1060), duc de Borgonya (1016-1032) i rei de França (1031-1060).

## Orígens familiars
Nasqué el 4 de maig de l'any 1008 a Reims sent el tercer fill de Robert II de França i la seva tercera esposa, Constança d'Arles. Era net per línia paterna d'Hug Capet i Adelaida d'Aquitània, i per línia materna de Guillem I de Provença i Adelaida d'Anjou. Fou germà del rei associat Hug II de França i de Robert I de Borgonya.

## Coronació
A la mort del seu germà gran Hug II de França fou coronat rei a la catedral de Reims el 14 de maig de 1027.
El regnat d'Enric I va estar marcat, com el dels seus precursors, per les lluites territorials. En un moviment estratègic Enric I va rescatar el seu nebot Guillem el Conqueridor i es convertí en el seu tutor. Posteriorment es va enfrontar a ell entre el 1054 i el 1058 per la Normandia, la qual caigué en mans de Guillem.
El rei Enric I va morir el 4 d'agost de 1060 a Vitry-en-Brie i fou enterrat a la catedral de Saint-Denis.

## Núpcies i descendents
Es prometé amb Matilda de Francònia, filla de l'emperador Conrad II del Sacre Imperi Romanogermànic. El casament no es pogué celebrar per la seva prematura mort el 1034.
Es casà, en primeres núpcies, el 1043 amb Matilde de Frísia, filla del marcgravi Liudolf de Frísia. D'aquesta unió no hi hagué fill per la mort de Matilde l'any següent del seu casament.
Es casà, en segones núpcies, el 19 de maig de 1051 a la catedral de Reims amb Anna de Kíev. D'aquesta unió nasqueren:
- el príncep Felip I de França (1052-1108), rei de França
- el príncep Robert de França (1055-1060)
- el príncep Hug de Vermandois (1057-1102)
- la princesa Emma de França (1054)

| Cronologia dels reis de França, reis dels Francesos i emperadors dels Francesos del 987 a 1870 |

| 987 | 987       | 996       | 996       | 1031      | 1031    | 1060    | 1060    | 1108    | 1108     | 1137     | 1137      | 1180      | 1180     | 1223     | 1223       | 1226       | 1226 |
|     | Hug Capet | Hug Capet | Robert II | Robert II | Enric I | Enric I | Felip I | Felip I | Lluís VI | Lluís VI | Lluís VII | Lluís VII | Felip II | Felip II | Lluís VIII | Lluís VIII |      |

| 1226 | 1226     | 1270     | 1270      | 1285      | 1285     | 1314     | 1314    | 1316    | 1316   | 1316   | 1316    | 1322    | 1322      | 1328      | 1328     | 1350     | 1350 |
|      | Lluís IX | Lluís IX | Felip III | Felip III | Felip IV | Felip IV | Lluís X | Lluís X | Joan I | Joan I | Felip V | Felip V | Carles IV | Carles IV | Felip VI | Felip VI |      |

| 1350 | 1350    | 1364    | 1364     | 1380     | 1380      | 1422      | 1422       | 1461       | 1461     | 1483     | 1483        | 1498        | 1498      | 1515      | 1515       | 1547       | 1547     | 1559     | 1559 |
|      | Joan II | Joan II | Carles V | Carles V | Carles VI | Carles VI | Carles VII | Carles VII | Lluís XI | Lluís XI | Carles VIII | Carles VIII | Lluís XII | Lluís XII | Francesc I | Francesc I | Enric II | Enric II |      |

| 1559 | 1559        | 1560        | 1560      | 1574      | 1574      | 1589      | 1589     | 1610     | 1610       | 1643       | 1643      | 1715      | 1715     | 1774     | 1774      | 1792      | 1792 |
|      | Francesc II | Francesc II | Carles IX | Carles IX | Enric III | Enric III | Enric IV | Enric IV | Lluís XIII | Lluís XIII | Lluís XIV | Lluís XIV | Lluís XV | Lluís XV | Lluís XVI | Lluís XVI |      |

| 1792 | 1792 | 1804 | 1804      | 1814      | 1814        | 1824        | 1824     | 1830     | 1830          | 1848          | 1848 | 1852 | 1852        | 1870        | 1870 |
|      | -    | -    | Napoleó I | Napoleó I | Lluís XVIII | Lluís XVIII | Carles X | Carles X | Lluís Felip I | Lluís Felip I | -    | -    | Napoleó III | Napoleó III |      |